# Allium inutile
Allium inutile là một loài thực vật có hoa trong họ Amaryllidaceae. Loài này được Makino mô tả khoa học đầu tiên năm 1898.